# Reiterstandbild Ottos I.

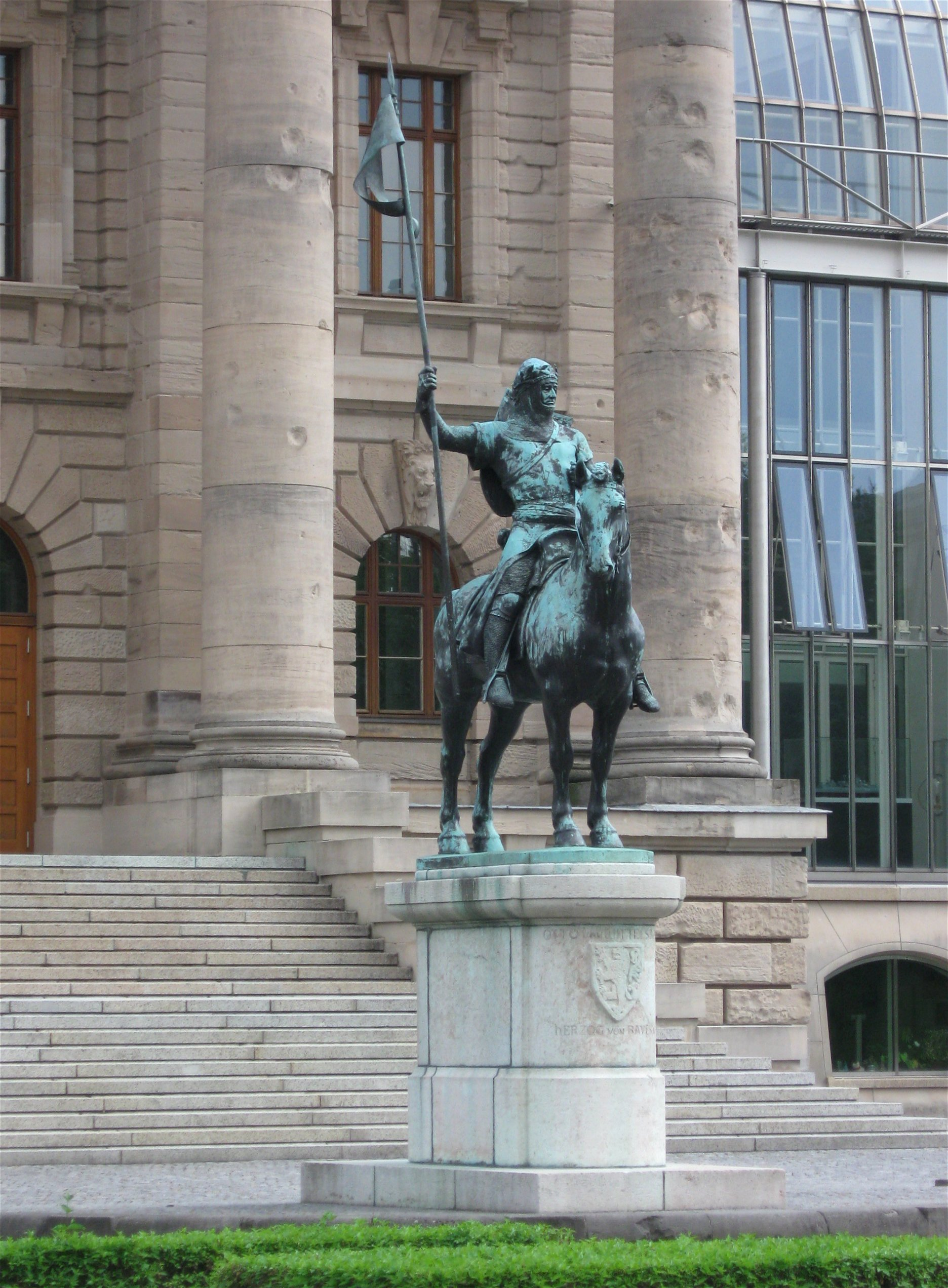
Das Reiterstandbild Ottos I.

Das Reiterstandbild des Herzogs Otto I. von Bayern im Hofgarten in München wurde 1911 vom Bildhauer Mauritius Pfeiffer im Stil der Neurenaissance entworfen und von der Gießerei Ferdinand von Miller d. J. in Bronze gegossen.

## Beschreibung
Die Figur aus Bronze zeigt Otto I. den Rotkopf zu Pferd mit einer fahnenbekrönten Lanze, der Sockel aus Stein zeigt das Wappen Altbayerns zwischen den Inschriften „Otto von Wittelsbach“ und „Herzog von Bayern“. Vor dem Reiterstandbild liegt das Kriegerdenkmal, hinter ihm die Bayerische Staatskanzlei. Es steht unter Denkmalschutz.